# Valenciennea
Valenciennea ist eine Gattung der Grundeln (Gobiidae). Die Fische leben im tropischen Indischen Ozean und im westlichen Pazifik im flachen Wasser auf Sandböden zwischen Korallenriffen. Die Gattung wurde nach dem französischen Zoologen Achille Valenciennes benannt. Wegen ihrer Lebensweise werden sie im Deutschen auch Sandgrundeln, von Meerwasseraquarianern auch Baggergrundeln genannt. Etwa sechs bis sieben Arten werden zum Zweck der Aquarienhaltung nach Deutschland importiert.

## Merkmale
Die Fische haben einen langgestreckten, im Querschnitt runden Körper und werden, je nach Art, 7 bis 25 Zentimeter lang. Ihr Maul ist groß, die Farbe meist sandfarben, hellgrau oder fast weiß. Die Rückenflossen sind deutlich getrennt, einige Flossenstrahlen der ersten sind verlängert. Bei den Männchen sind die Filamente länger. Ihre Bauchflossen sind vollständig getrennt, im Unterschied zu den meisten anderen Grundeln, die zu einem tütenförmigen Saugorgan zusammengewachsene Bauchflossen haben.

## Lebensweise
Valenciennea-Arten leben im Flachwasser über Sandböden. Sie ernähren sich, indem sie Sand mit dem Maul aufnehmen, ihn durchkauen, dabei kleine Organismen aussieben und den durchgekauten Sand anschließen über die Kiemenspalten wieder ausstoßen. Etwa 70 % des Tages nimmt die Futtersuche in Anspruch. Die übrige Zeit wird mit dem Bau von Höhlen verbracht. Ein Paar unterhält innerhalb des Reviers mehrere Höhlen, die der Zuflucht dienen und in denen auch gelaicht wird. Die Fische sind monogam und ein Paar laicht etwa alle zehn Tage bis vier Wochen. Der Laich wird dann von einem Elternteil in der Bruthöhle bewacht. Die Larven sind beim Schlupf etwa 2 mm lang und leben zunächst pelagisch.

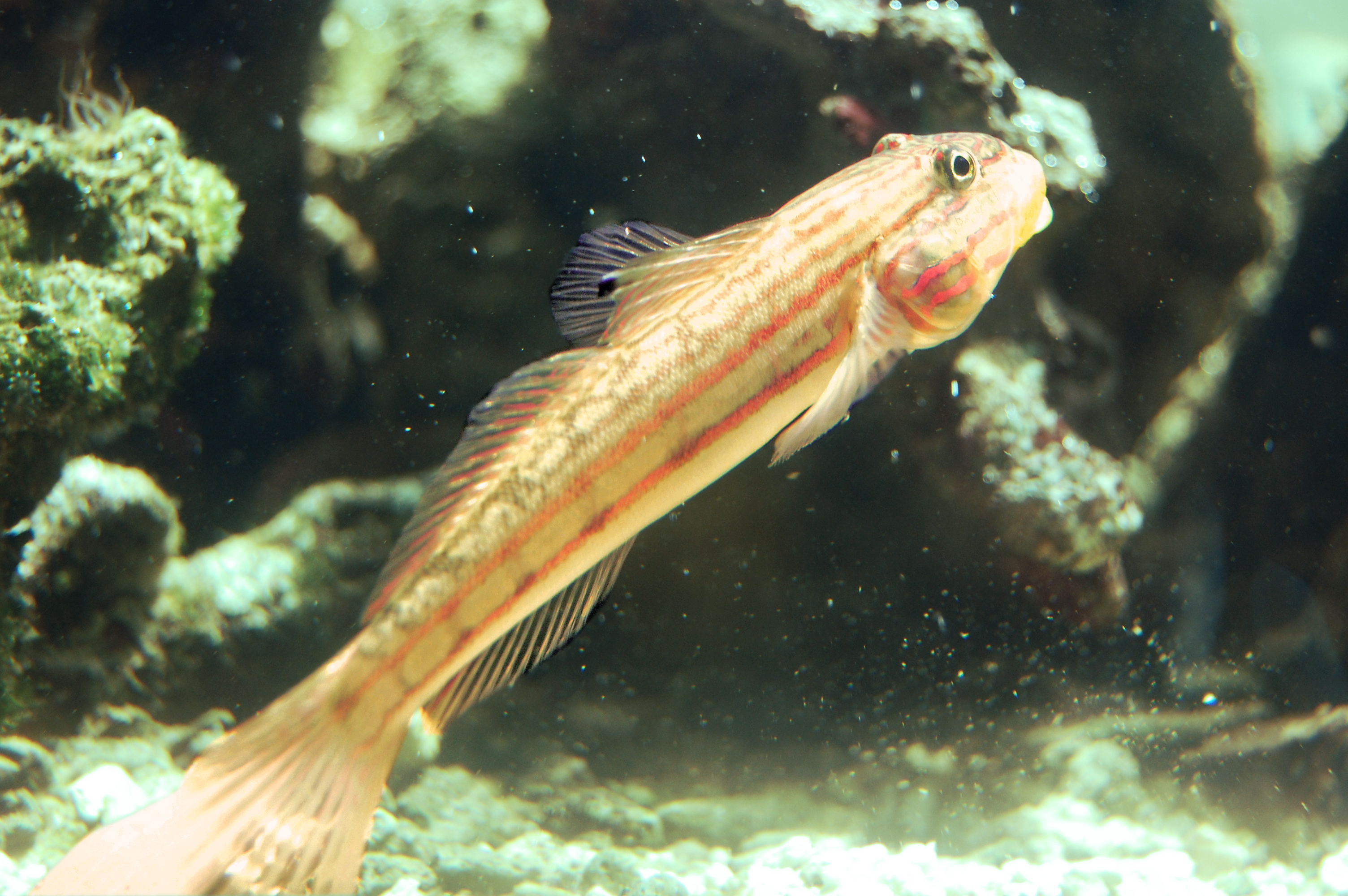
Doppelstreifen-Sandgrundel (Valenciennea helsdingenii)

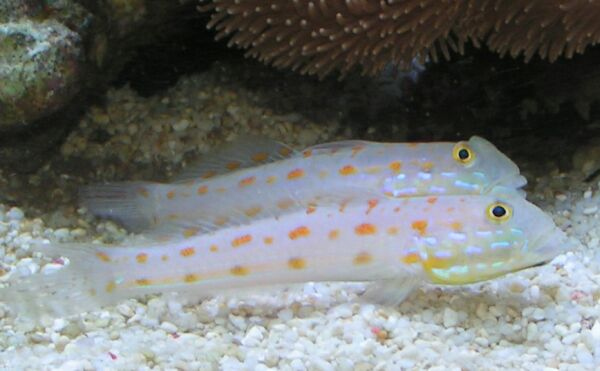
Maiden-Schläfergrundel (Valenciennea puellaris)

## Arten
- Valenciennea alleni Hoese & Larson, 1994.
- Valenciennea bella Hoese & Larson, 1994.
- Dekor-Sandgrundel (Valenciennea decora) Hoese & Larson, 1994.
- Doppelstreifen-Sandgrundel (Valenciennea helsdingenii)  Bleeker, 1856.
- Valenciennea immaculata  Ni, 1981.
- Valenciennea limicola Hoese & Larson, 1994.
- Langflossen-Sandgrundel (Valenciennea longipinnis) Lay & Bennett, 1839.
- Vierstreifen-Sandgrundel (Valenciennea muralis) Valenciennes, 1837.
- Parva-Sandgrundel (Valenciennea parva) Hoese & Larson, 1994.
- Valenciennea persica Hoese & Larson, 1994.
- Maiden-Schläfergrundel (Valenciennea puellaris) Tomiyama, 1956.
- Randalls Sandgrundel (Valenciennea randalli) Hoese & Larson, 1994.
- Blaupunkt-Sandgrundel / Sechspunkt-Schläfergrundel (Valenciennea sexguttata) Valenciennes, 1837.
- Goldstirn-Sandgrundel (Valenciennea strigata) Broussenet, 1782.
- Valenciennea wardii Playfair, 1867.
- Valenciennea yanoi Suzuki et al., 2016.